# Vzdušný kořen
Vzdušné kořeny jsou zvláštní nadzemní orgány některých rostlin, zejména tropických a subtropických. Podle typu mají různé funkce a vyvíjejí se z různých orgánů, například z kořenů nebo stonku. Mnohé z nich jsou metamorfózy kořene. Některé vzdušné kořeny mají na povrchu mnohovrstevnou houbovitou pokožku zvanou velamen.

## Pneumatofor (dýchací kořen)

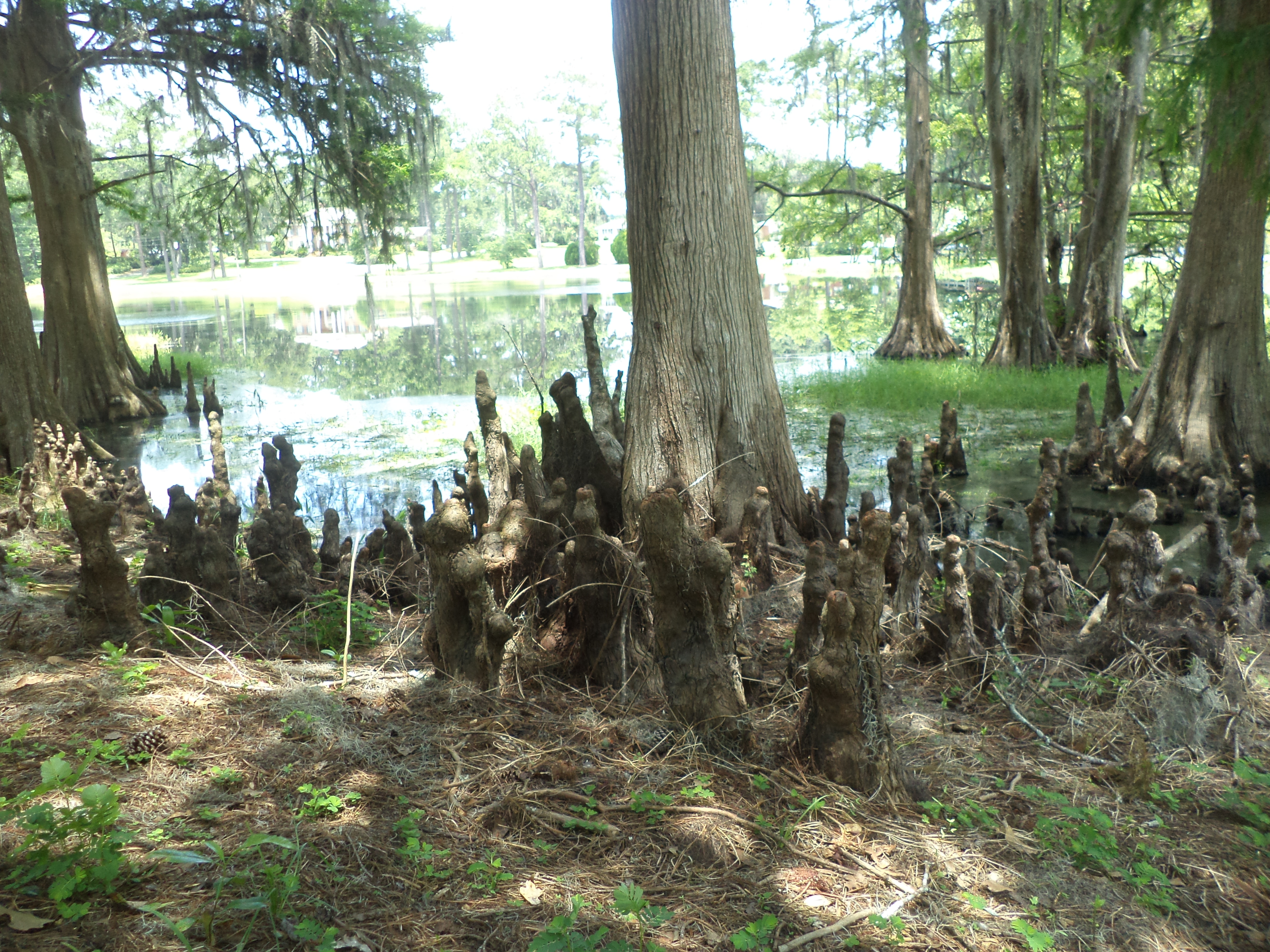
Pneumatofory tisovce dvouřadého (Taxodium distichum)

Pneumatofory zajišťují dostatečný přístup vzduchu v zamokřených půdách a bažinách. Vyskytují se například u tisovce dvouřadého (Taxodium distichum) a u dřevin vegetační formace mangrovy.

## Vzdušný zavlažovací kořen
Vzdušné zavlažovací kořeny slouží k příjmu vody při vysoké vlhkosti vzduchu. Často mají i asimilační funkci.

## Asimilační (zelený) kořen
Asimilační kořeny obsahují chloroplasty a přebírají funkci listů.

## Vzdušný kořen pro symbiózu
Některé rostliny na zamokřených půdách hostí ve svých vzdušných kořenech symbiotické hlízkové bakterie vázající dusík. Jiné vylučováním sladkého sekretu lákají mravence, kteří pak rostlinu brání.

## Chůdovitý kořen
Chůdovité kořeny (anglicky stranglers – obepínají podkladovou rostlinu, kterou jakoby škrtí) slouží rostlinám, které klíčí ve výšce, k dosažení půdy. Mohou také vyrůstat ze stonku kousek nad zemí; pak slouží k dodatečnému ukotvení rostliny na měkkých půdách, například u kukuřice.

## Příčepivý kořen
Příčepivé kořeny slouží popínavým rostlinám k přichytávání na podklady, jako jsou stromy, skály nebo zdi. Vyskytují se například u lián nebo břečťanu.

## Haustorium (parazitický kořen)
Haustoria se přichytávají na hostitelskou rostlinu a vrůstají do jejích cévních svazků, odkud čerpají vodu a živiny.